# Internationaux de Strasbourg 1992
Internationaux de Strasbourg 1992 — жіночий тенісний турнір, що проходив на відкритих кортах з ґрунтовим покриттям Ligue d'Alsace de Tenis у Страсбургу (Франція). Належав до турнірів 4-ї категорії в рамках Туру WTA 1992. Відбувся вшосте і тривав з 18 до 24 травня 1992 року. Друга сіяна Юдіт Візнер здобула титул в одиночному розряді й отримала 27 тис. доларів США.

## Фінальна частина

### Одиночний розряд
Юдіт Візнер —  Наоко Савамацу 6–1, 6–3
- Для Візнер це був 1-й титул за рік і 3-й — за кар'єру.

### Парний розряд
Патті Фендік /  Андреа Стрнадова —   Лорі Макніл /  Мерседес Пас 6–3, 6–4